# Tornado Alicia Black
Tornado Alicia Black (ur. 12 maja 1998 w Boca Raton na Florydzie) – amerykańska tenisistka, finalistka juniorskiego French Open 2012 w grze podwójnej, reprezentantka kraju w Pucharze Federacji.

## Kariera tenisowa
Rozpoczęła treningi tenisowe w wieku 3 lat. Zadebiutowała we wrześniu 2011, dochodząc do półfinału juniorskiego turnieju w Waco. Pod koniec maja 2012 po raz pierwszy wystąpiła w turnieju rangi ITF – podczas imprezy w Hilton Head Island pomyślnie przeszła eliminacje i dotarła do ćwierćfinału, w którym uległa Japonce Mayo Hibi 1:6, 0:6. Miesiąc później przegrała w finale turnieju w Buffalo z Jamie Loeb 6:7(5), 2:6. Na nieco ponad rok zaprzestała występów w gronie seniorek i skupiła się na turniejach juniorskich. We wrześniu 2013 zagrała w finale gry pojedynczej dziewcząt podczas US Open, w którym to przegrała z Aną Konjuh 6:3, 4:6, 6:7(6). Dwa tygodnie później triumfowała w swoim pierwszym turnieju rangi ITF w Amelia Island. Pod koniec roku, grając w parze z Kaitlyn McCarthy, odniosła zwycięstwo w deblowym turnieju Orange Bowl.

## Wygrane turnieje rangi ITF

### Gra pojedyncza (2)
|    | Data       | Turniej       | ($)    | Naw.   | Finalistka        | Wynik         |
| 1. | 24/09/2013 | Amelia Island | 10 000 | ziemna | Alexandra Mueller | 4:6, 6:0, 6:0 |
| 2. | 20/07/2014 | Evansville    | 10 000 | twarda | Caitlin Whoriskey | 6:4, 4:6, 6:2 |

## Finały juniorskich turniejów wielkoszlemowych

### Gra pojedyncza (1)
| Końcowy wynik | Rok  | Turniej | Nawierzchnia | Przeciwniczka | Wynik finału     |
| Finalistka    | 2013 | US Open | Twarda       | Ana Konjuh    | 6:3, 4:6, 6:7(6) |